# Taeniopoda reticulata
Taeniopoda reticulata är en insektsart som först beskrevs av Fabricius 1781.  Taeniopoda reticulata ingår i släktet Taeniopoda och familjen Romaleidae. Inga underarter finns listade i Catalogue of Life.

## Bildgalleri

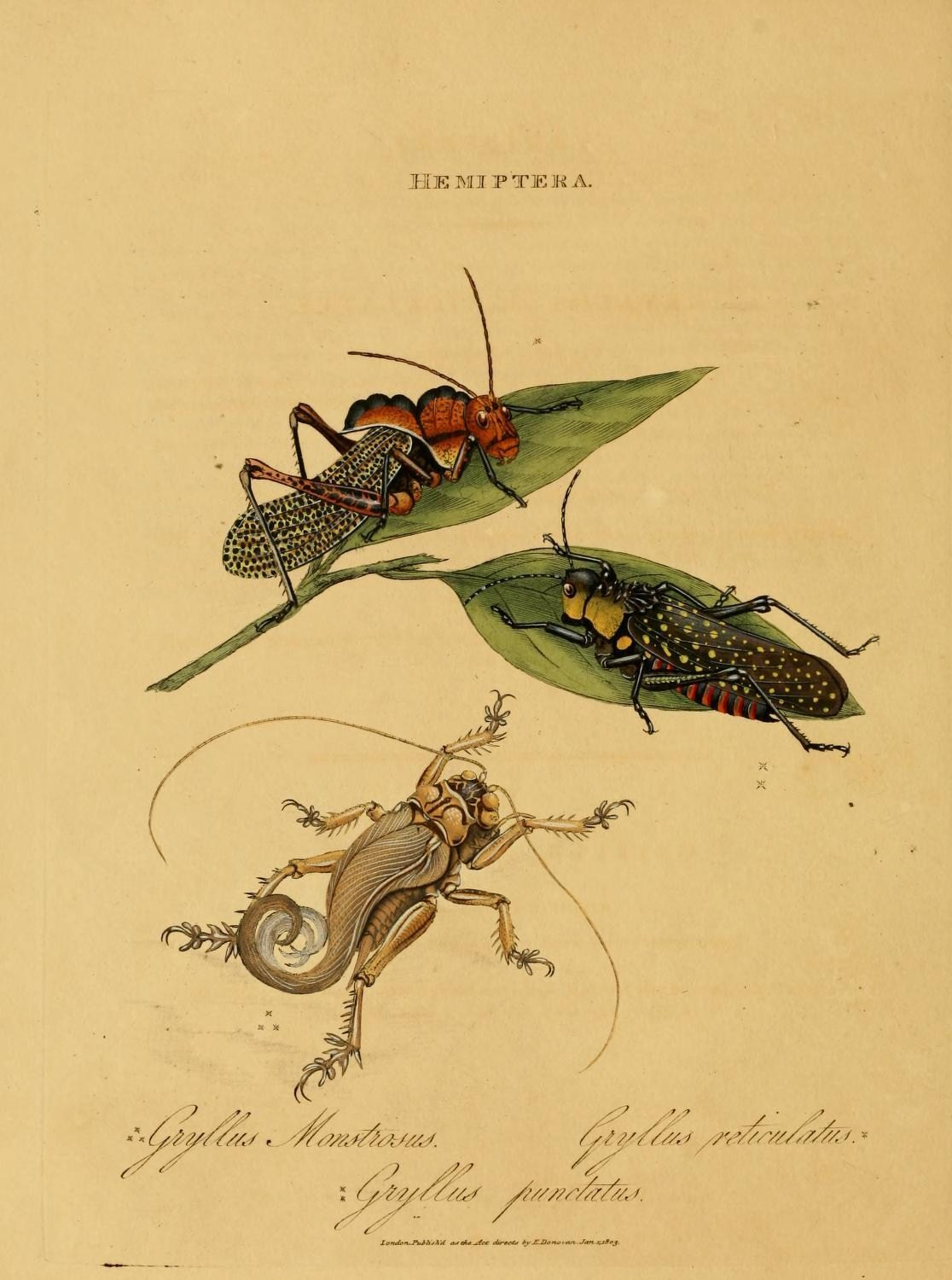
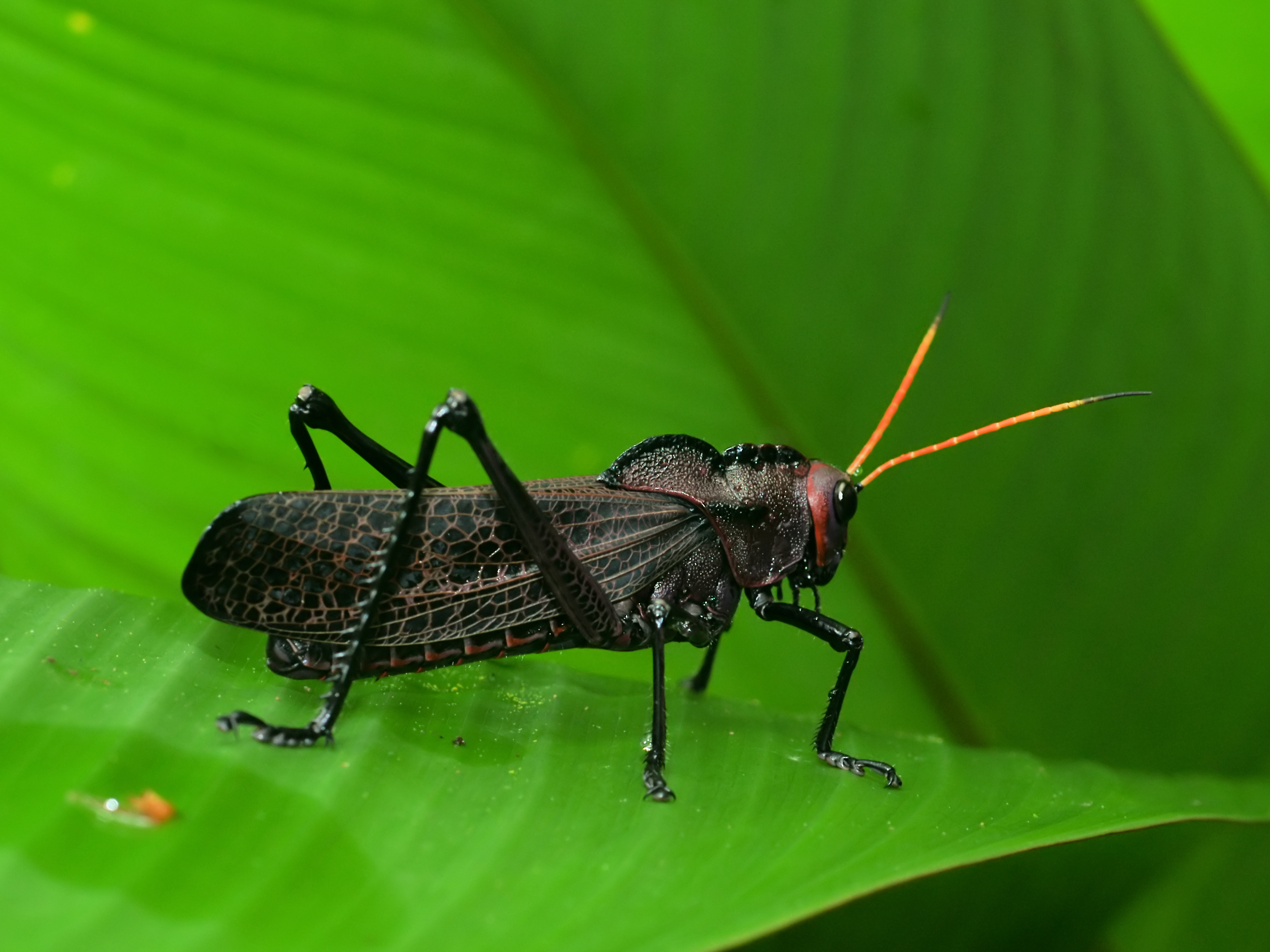
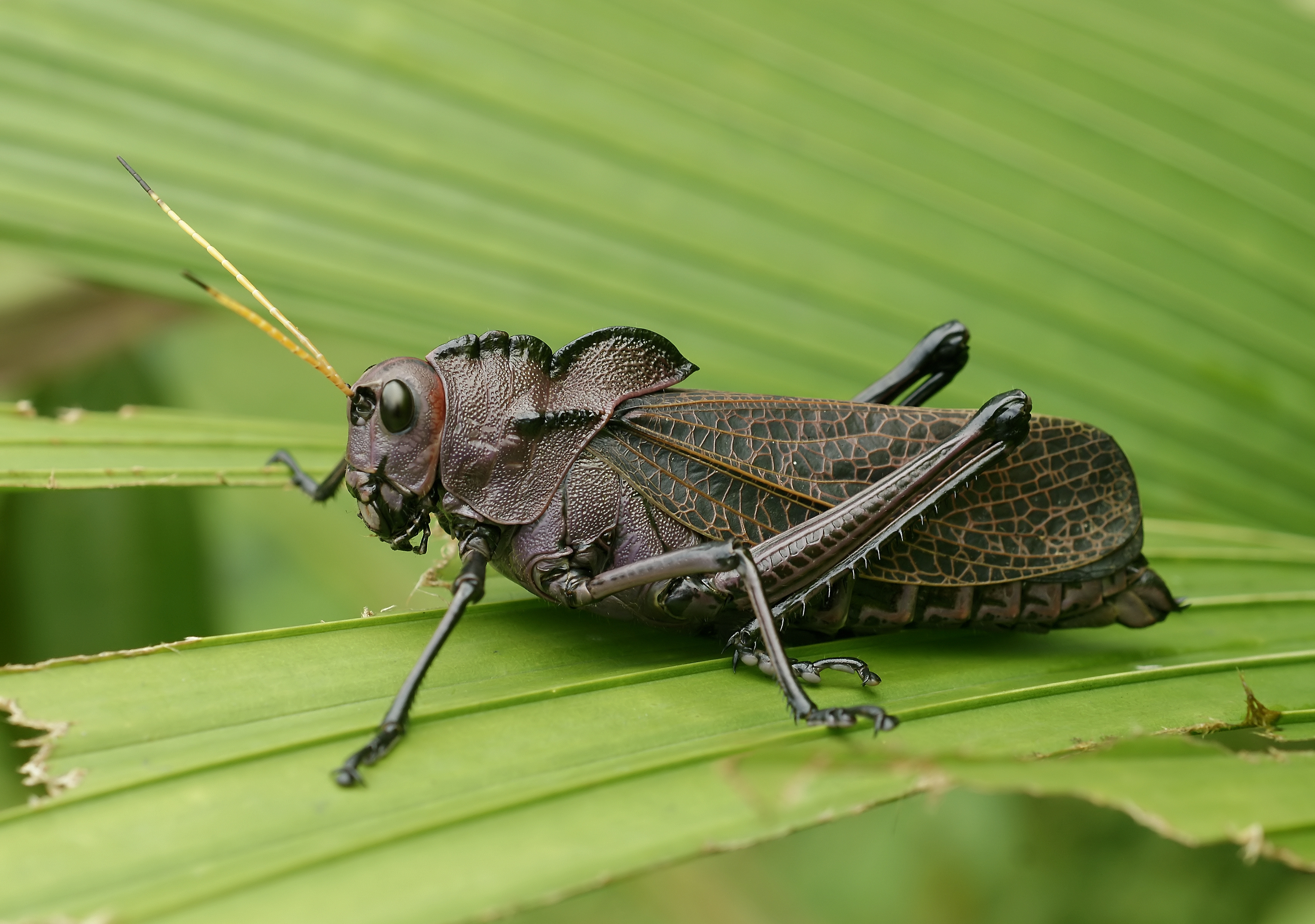
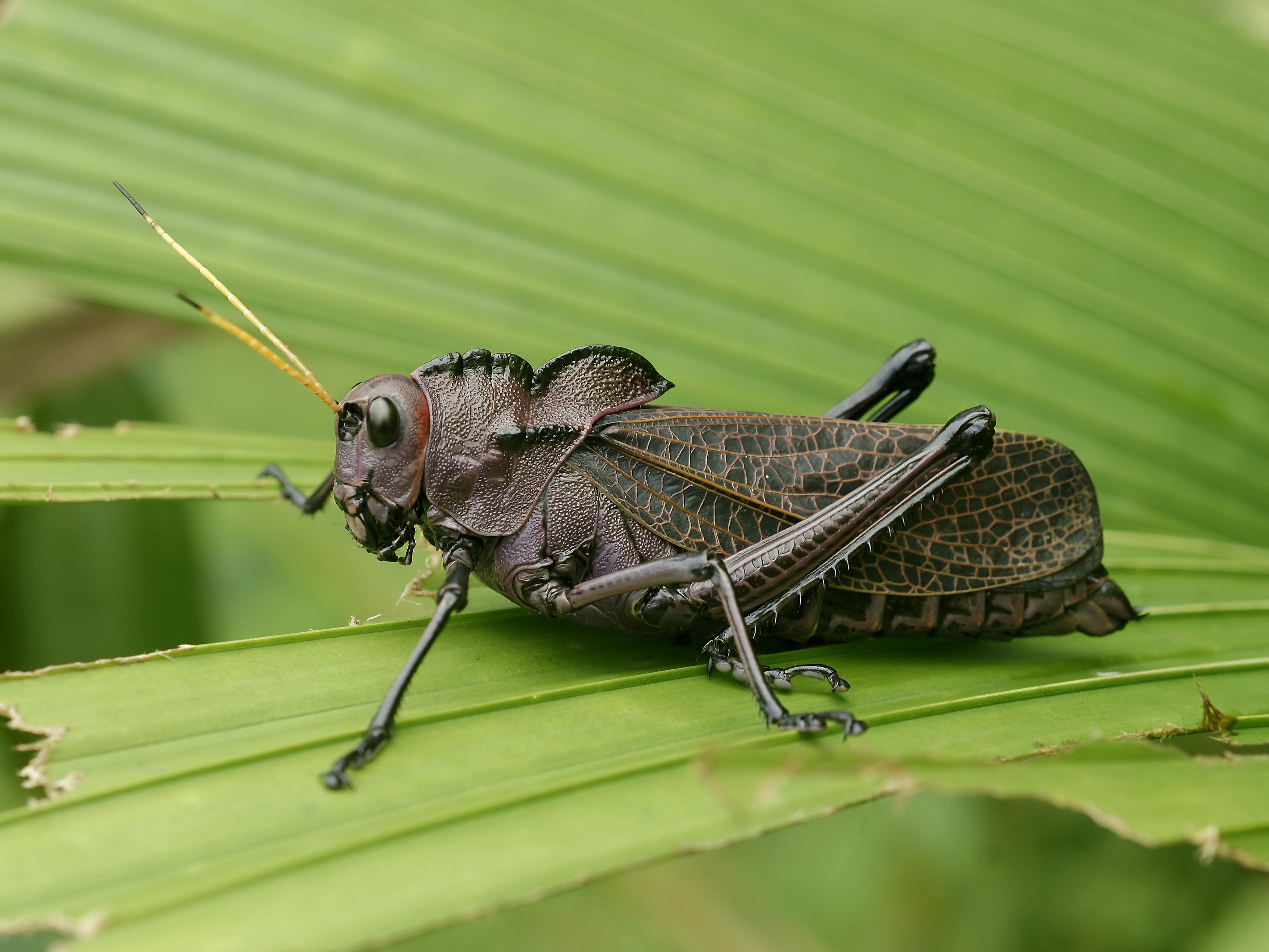
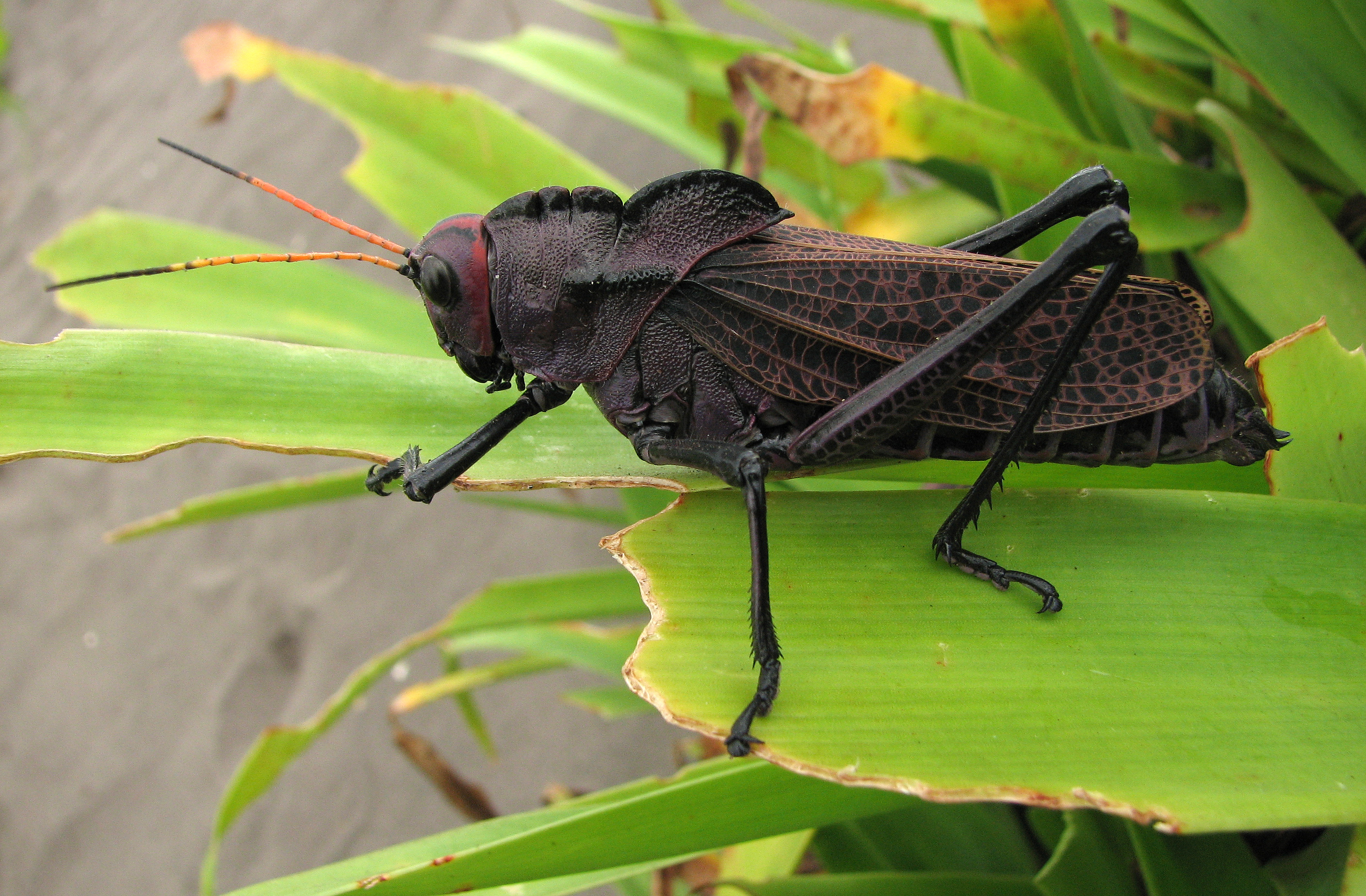